# Tretioscincus bifasciatus
Tretioscincus bifasciatus là một loài thằn lằn trong họ Gymnophthalmidae. Loài này được Duméril mô tả khoa học đầu tiên năm 1851.